# Sjundeå sockenstuga
Sjundeå sockenstuga var en sockenstuga i Sjundeå, Finland och den blev färdig den 1 september 1876. Byggnaden fungerade som en sockenstuga fram till år 1920. I stugan fanns ett större rum och ett mindre rum och den låg i hagen på Tjusterby bakom dåvarande kyrkstallen alltså framför Sjundeå S:t Petri kyrka. Sjundeå sockenstugan revs på 1900-talet eftersom arbetet att utbreda Svidjavägen som löper förbi kyrkan började och stugan som var i dåligt skick hade inte tillräckligt rum att stanna kvar.
Sjundeå kommunalstämman höll möten i stugan från 1876 till 1919.